# Vértesszőlősi előembertelep természetvédelmi terület
A Vértesszőlős Őstelep vagy Őskőkori előembertelep a Magyar Nemzeti Múzeum bemutatóhelye Vértesszőlősön. Az 1963–1968 között e helyen folytatott ásatások során Vértes László ősrégész tárta fel az őskőkori előember (Homo erectus (seu sapiens) paleohungaricus) telephelyét, az előember koponyacsont-darabját, eszközeit és őskori állatnyomokat. A feltárásnak az ad kiemelkedő jelentőséget, hogy Közép-Európában ez volt az első ilyen komplex leletegyüttes. Ma gondosan kialakított bemutatóhelyként látogatható.

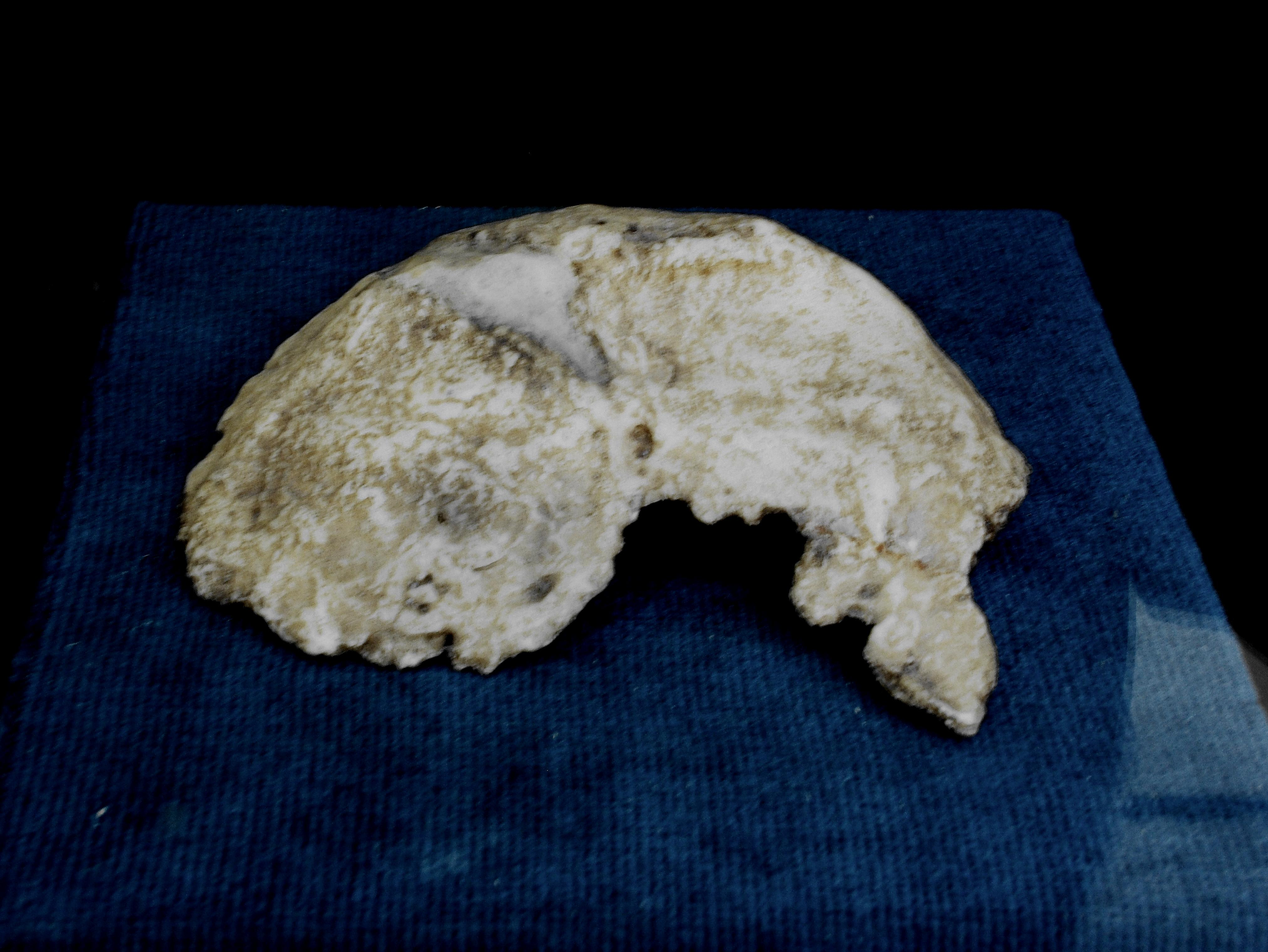
"Ecce Homo":(Homo erectus (seu sapiens) palaeohungaricus, Sámuel)

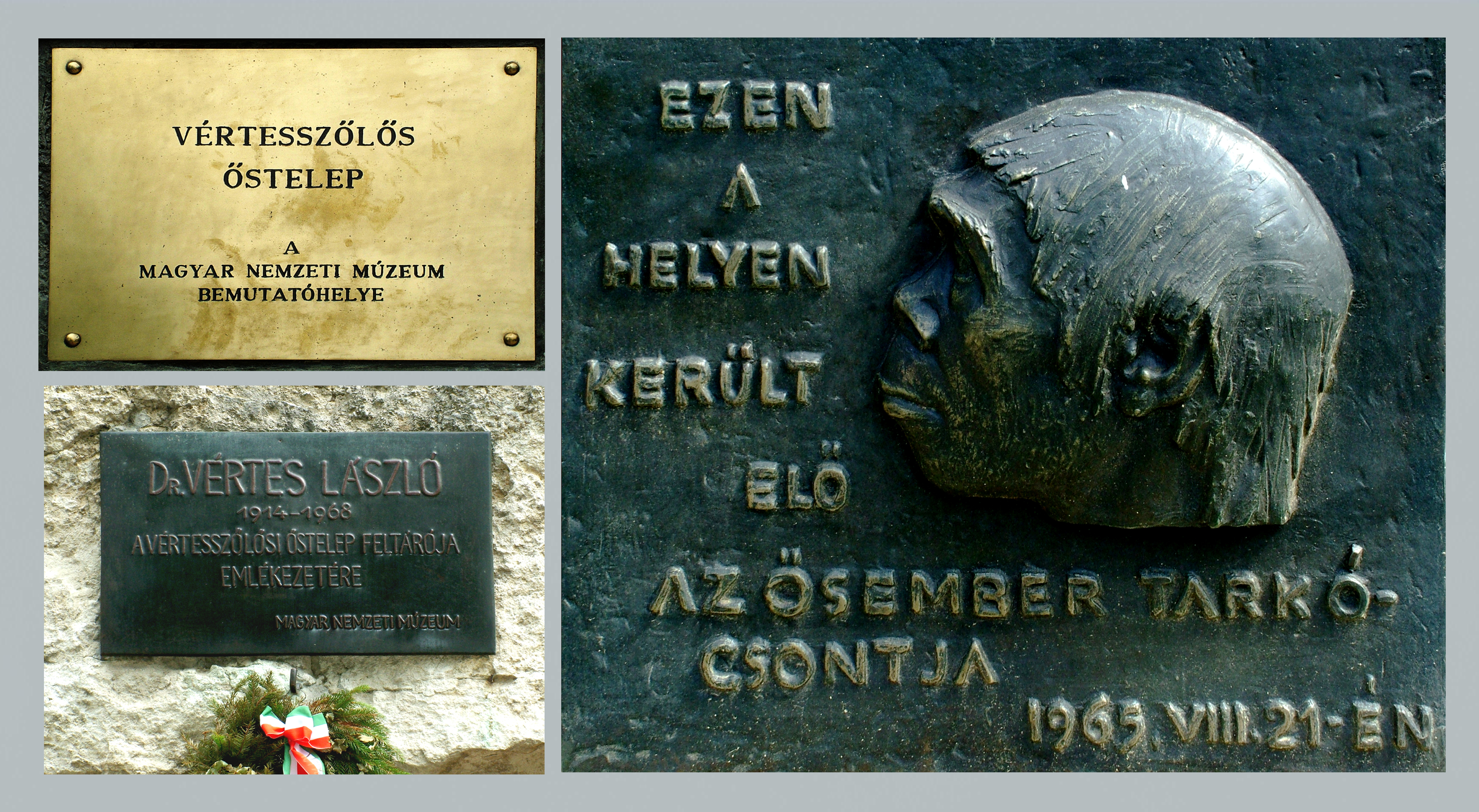
Vértesszőlős: előembertelep

## Környezeti áttekintés

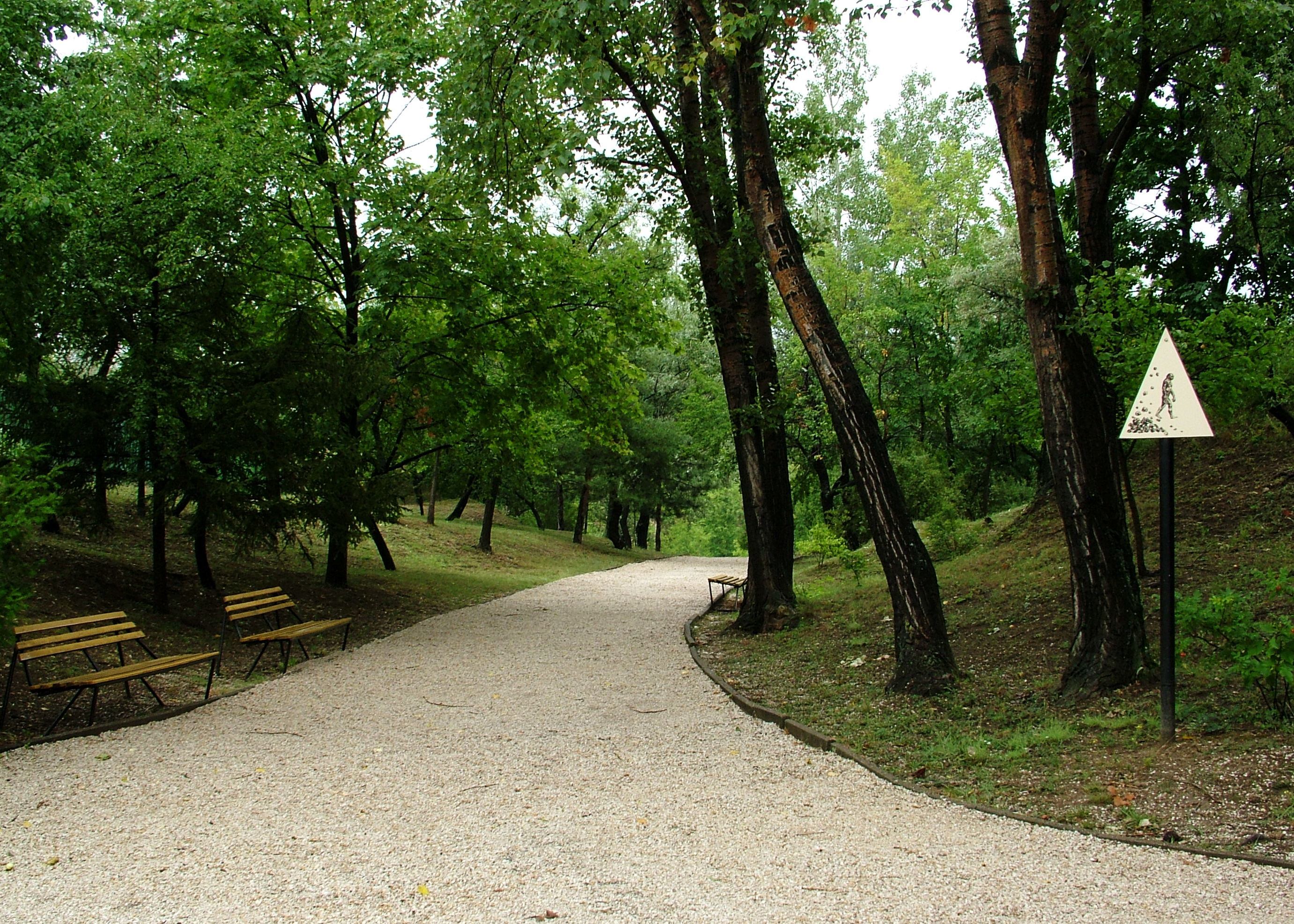
Őskori telep parkja

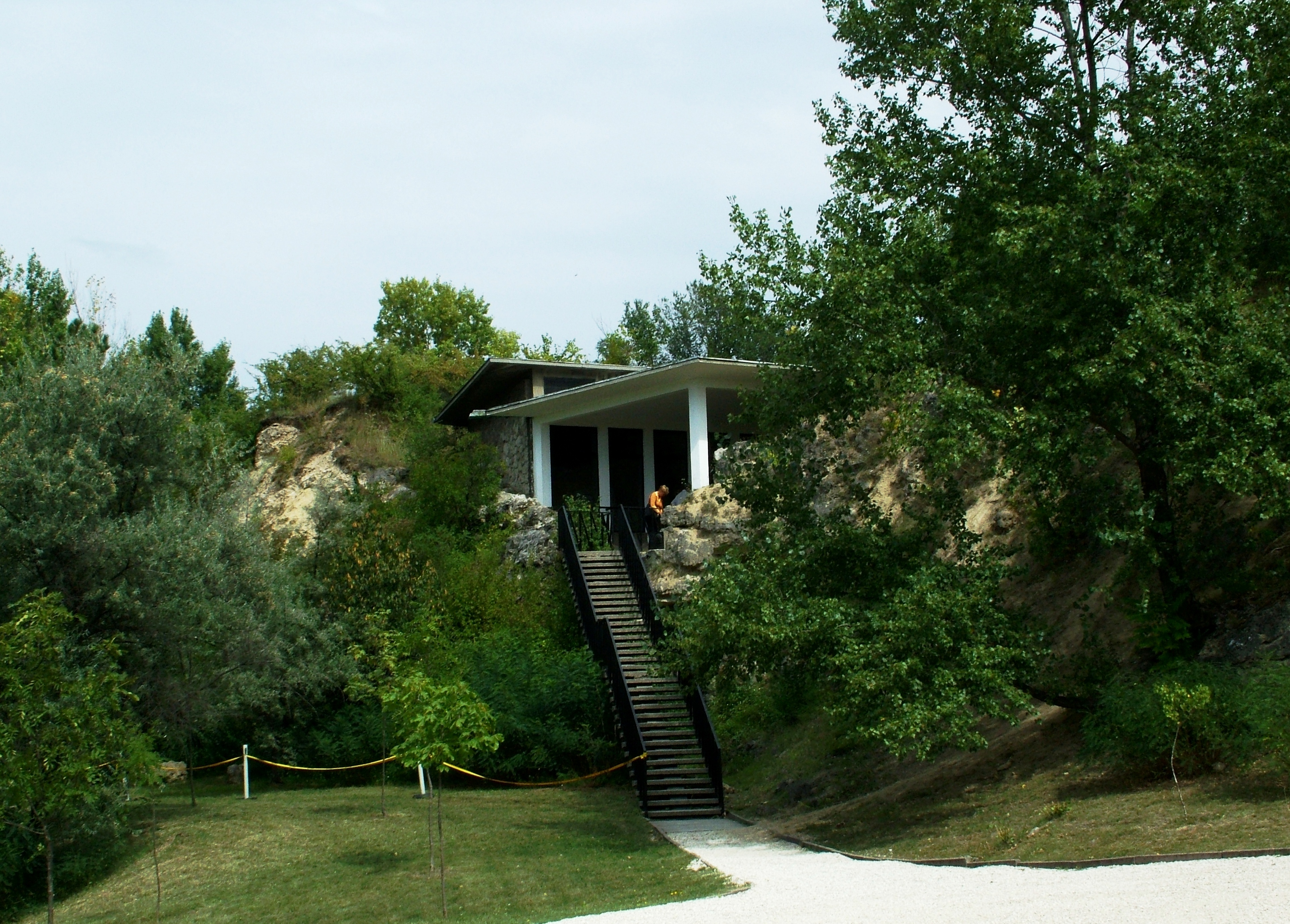
Kiállító pavilon

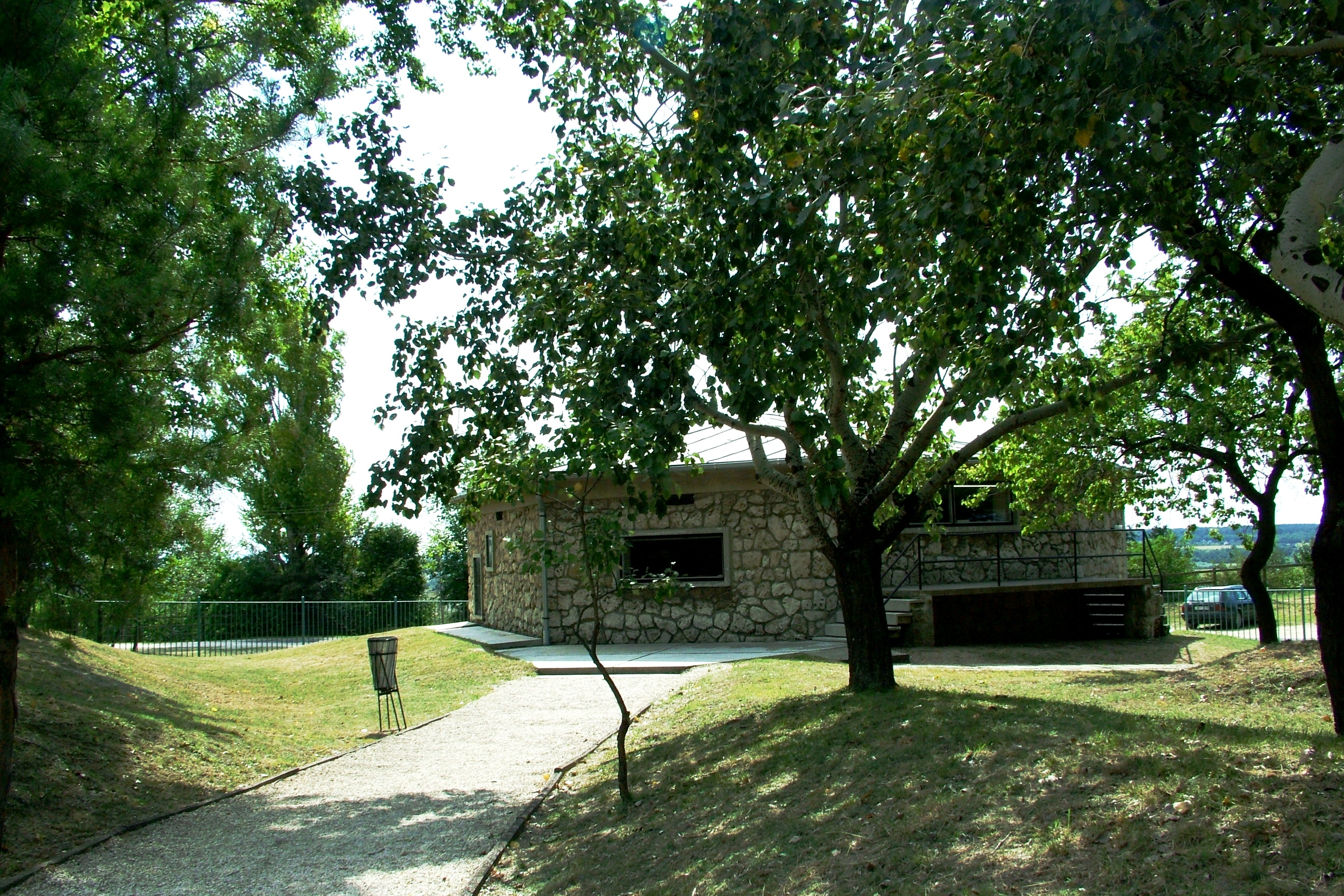
Kiállító pavilon 2

Vértesszőlős község Komárom-Esztergom vármegyében, Tatabányától 2 km-re északnyugatra, a Kisalföldön, a Gerecse lábánál, az Által-ér völgyében fekszik. Írásos források 1244-ben említik először mint királyi vincellérek által lakott falut. Ma a megyeszékhely, Tatabánya közelsége miatt kertváros jellegű település, lakosságának többsége Tatabányán dolgozik. A település belterületén áthalad az 1. sz. főközlekedési út, valamint a Budapest - Komárom - Győr vasúti fővonal. A lakónépesség száma: 2 747 /2004./
Vértesszőlős mellett több mészkőbánya is található, amelyekben édesvízi mészkövet (mésztufát, travertint) bányásztak. Ez a mészkőréteg annak a legutóbbi időkig tartó hőforrás-tevékenységnek az eredménye, amely a gerecsei dolomitrög mentén húzódó geológiai törések következtében jött létre.
Vértesszőlős egyik ilyen mésztufabányája területén 1962-ben Pécsi Márton geográfus őskori maradványokat tartalmazó kőzetrétegre bukkant, melyre alapozva a Magyar Nemzeti Múzeum és a Magyar Tudományos Akadémia ásatásokat indított a bányában.
Az 1963 és 1968 között Vértes László által vezetett sikeres feltárási munkálatok során több, egymás feletti kultúrrétegben alsó paleolitikumi (kb. 350.000 éves) előember-telepet tártak fel, ahol egy előember (Homo erectus seu sapiens paleohungaricus: "Sámuel") nyakszirtcsontját, valamint két gyermekfogat, továbbá sok kőeszközt (pattintott kavicsszerszámot: “choppert”), tüzelési helyeket, ősállatcsontokat, iszapban megkövesedett ősállat-nyomokat, később az őskori ember egy lábnyomát találták meg.
A hajdani leletfeltárások helyszíne 1968 óta “Őstelep Vértesszőlős” néven, a Magyar Nemzeti Múzeum bemutatóhelye, szépen kialakított, parkosított környezet. A védőépületekkel óvott leletegyüttest szabadtéri múzeumként mutatják be. Az őstelep 38 hektáros, kerítéssel óvott területét 1976 óta természetvédelmi területként tartják nyilván.

## A térség geológiai története
A vértesszőlősi telep kultúrrétegei az Által-ér 5. teraszán fekszenek, amely a Mindel eljegesedés hideghulláma alatt rakódott le. Nem egyértelműen tisztázott, hogy az első vagy a második hulláma alatt. A folyóteraszok úgy képződnek, hogy jégkori időszakban a folyók vízhozama és sodró energiája megcsappant, tehát nem tudta továbbvinni a hordalékát, ezért szétterítette a kavicsteraszt.
A következő meleg, csapadékos időszakban, amikor ismét megnőtt a víz, a folyó mélyen bevágta magát a saját hordalékába. Egy jókora „lépcsővel" mélyebben folyt. Egy újabb eljegesedés következett: most már egy „lépcsővel" mélyebben terítette szét a teraszát, és ez így ment több jég-melegkorszak váltakozásán át. Ezért a folyóteraszok olyanok, mintha egymás alatt fekvő, igen széles lépcsők volnának. A legfelül látható az a legidősebb, és a legalsó a legfiatalabb.
A háttérben húzódó hegyek (Gerecse) repedéseiből mésztartalmú karsztvíz szivárgott, és ez mindig a hegységperem, a legmélyebb folyóvölgy peremén, az árterületen fakadt fel. A terasz szélén - ugyanígy történt Vértesszőlősnél, Tatán, és még sok más helyen is. A források viszonylag meleg vizűek és magas a mésztartalmuk. Feltörtek, az általuk alkotott medencékben a mész lerakódott, iszappá vált, mésztufává szilárdult, hamarosan travertínkúpokká váltak.
E kúpokból tör fel a meszes víz és lejjebb csurogva egyre újabb medencéket alkot.Az időközben megszűnt forrás mélyedése alacsony falú, elég széles medence lett. A medence szélén megmaradt a mésztufagát, aztán ez az embernek némi védelmet is nyújtott. Gyorsan képződtek a mésztufarétegek, a mészkőpadok. És ezek nagyjából egyidősek a folyóterasszal.
A források medencéiben és partjain rengeteg növény burjánzott. A falevelek is a vízbe hullottak: ezek a források és a környékük inkább már zsombékok voltak. A meszes oldat réteget réteg után épített - mésziszap, mészkő, mésziszap -, tele különféle növények, falevelek lenyomatával. (Kitűnően meghatározható belőlük az aktuális idejű éghajlat.)

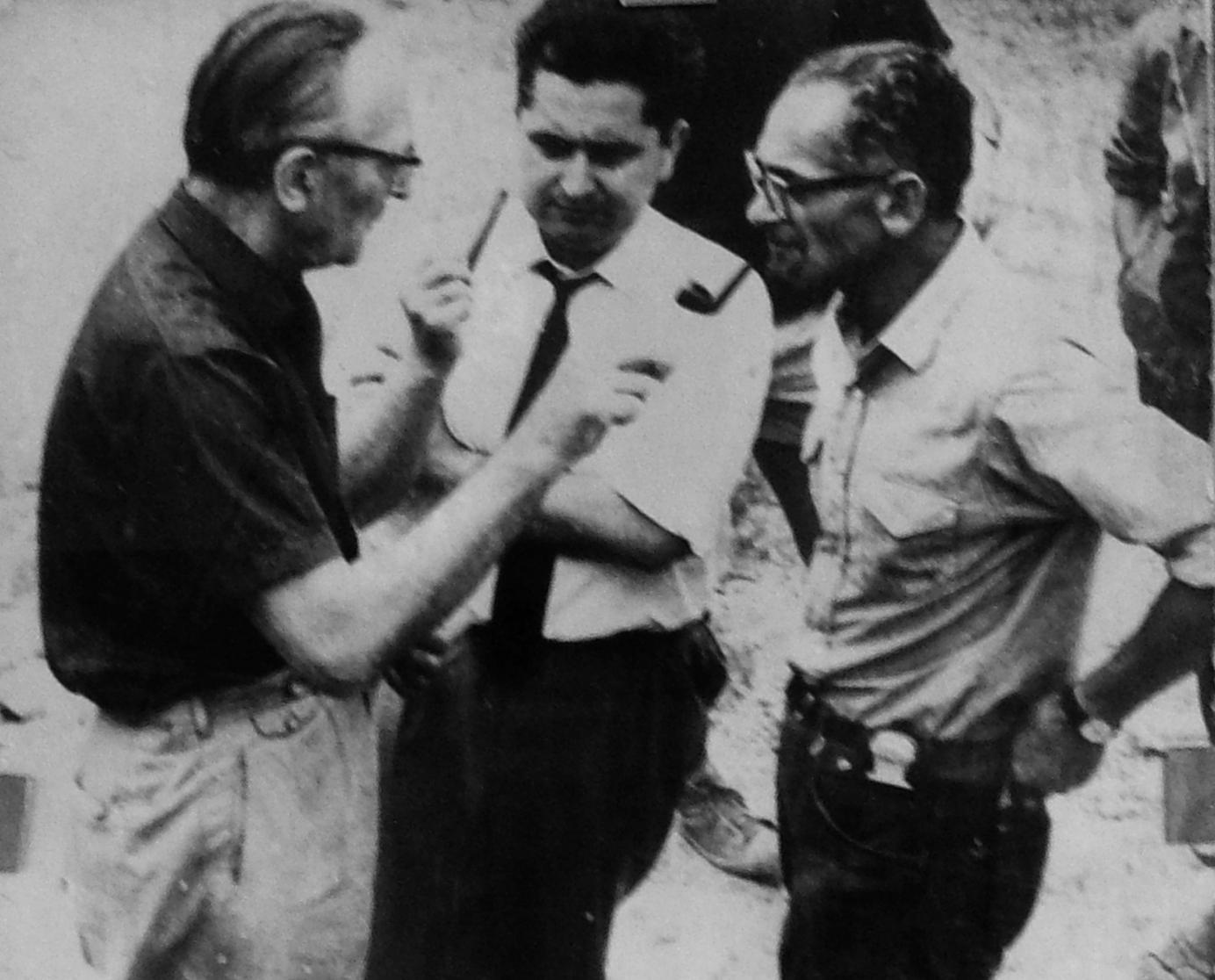
Vértes László és társai

## Az előember megtelepedése
Az időszakonként szárazon maradt medencékben az ember tanyázott, majd a hulladékot, az apróra tört állatcsontokat, a kis tüzelési helyet befedte az édesvízi mészkő. Esetenként lösz ülepedett a lakószintekre – a medencék feltöltődtek –, az ember már rég eltűnt, és a több méternyi vastag mésztufa az egész telepet végleg betakarta.
A vértesszőlősi telep rétegsorában alulról fölfelé travertín, közbeeső porló mésziszap- és löszrétegek váltakoznak. Archeológiai szempontból a kultúrrétegek, a települési területek érdekesek. Az alsó kultúrréteg a természetes mészkőfallal körülvett medencékben fekszik. Egy időszak „kimaradt”, majd két felső kultúrréteg következik.
A vértesszőlősi lelőhely 8–10 m vastag, édesvízi mészkőrétegek között fekszik és tulajdonképpen több, egymáshoz kapcsolódó vagy egymással összefüggő települési területből - lakóhelyfoltból - áll. Ezek a „foltok", azaz települési szintek különböző vastagságúak és különböző méretűek.
Nem tudni pontosan, hogy mennyi idő maradt ki és milyen hosszú volt a „megszakítás” a településben. Az egész telep működési időtartama a mindeli eljegesedés két hideghulláma közti meleg időszaktól a második hideghullámig tartott. Talán még 30 ezer év sem telt el az alsó és a felső táborhelyek között. A szerszámok, a kultúra nem mutat lényeges változást. Lehetséges, hogy ugyanannak a kis népességnek az utódai tértek többször vissza.

## A régészeti feltárás története

### Közvetlen előzmények
(Pécsi Márton)
„Tulajdonképpen nagyon prózai, amit mondani tudok… Hogyan fedeztem fel? Tudja, annak idején is itt dolgoztam, és Bulla Béla mellett az egyetemen docens voltam. ….. megosztottuk a feladatokat. Én adtam elő a magyarországi földtant, és főleg vezettem a terepgyakorlatokat. ….. Világosan emlékszem, hogy az egyik nap sötét foltot vettem észre a mészkőrétegek között. Arra is emlékszem, hogy elég magasan volt. A diákok valahonnan egy vaslétrát szereztek, azon másztam fel oda. Sajnos, a sötét folt nem mindig tűzhely nyoma. Hiszen jól tudja: néha csak mangán. Ez a folt azonban rétegzett volt, és tele apró, átégett csontdarabokkal. Ismét egy széttört, hasított kavics, majd egy jellegtelen csontdarab. Kicsit odaütöttem a kalapáccsal: szikrázott. De a kvarcit nemigen szikrázik, csak a kova. Ismét kavicsok hullottak le. ….. Őszintén megmondom, hirtelenjében nem tudtam, hogy én vertem-e szét ezeket a kavicsokat, vagy valaki más? Felszedegettem őket. Nem, ezt valaki más, egészen más valaki csinálta. Odakiáltottam a diákoknak: gyerekek, hiszen ez a legrégibb Európában! “ (?) …. “Szombati nap volt. Felhívtam Vértes Lászlót. Többször adtam már neki ilyen kavicsokat, szilánkokat. Volt, amikor melléfogtam. …… Most azonban egyértelmű volt a helyzet. A kavicsok mellett, a feltört, az ember által pattintott kavicsokkal együtt átégett csontdarabkákat találtam. És a rétegtani helyzetük is biztos. ….. Mindeli. Legföljebb a következő interglaciálisba tartoznak. ….. Vértes azt mondta: te, ez teljesen olyan, mint Tata. Abból már elegem van. Azonkívül kissé rosszul emlékszik a könyvében. Én nem adtam neki Vértesszőlősről csontot.”
….. „Vitatkoztunk. Szerinte ez olyan korú, mint a tatai telep anyaga. De a helyszínt nem is láttad! - mondtam. Szerintem mindeli vagy az utáni. A terasz, a dellék kora, az édesvízi mészkő képződésének kora! Végül azt mondtam neki: csinálj vele, amit akarsz! Számomra is éppen befejeződött a terepgyakorlat.”
…..”Egy-két év múlva találkoztam Vértessel újra. Azt mondta: hát neked volt igazad. Akkor már folyt az ásatás. Szerintem megsértődött, vagy talán rossz néven vette, hogy nem ő találta meg.”

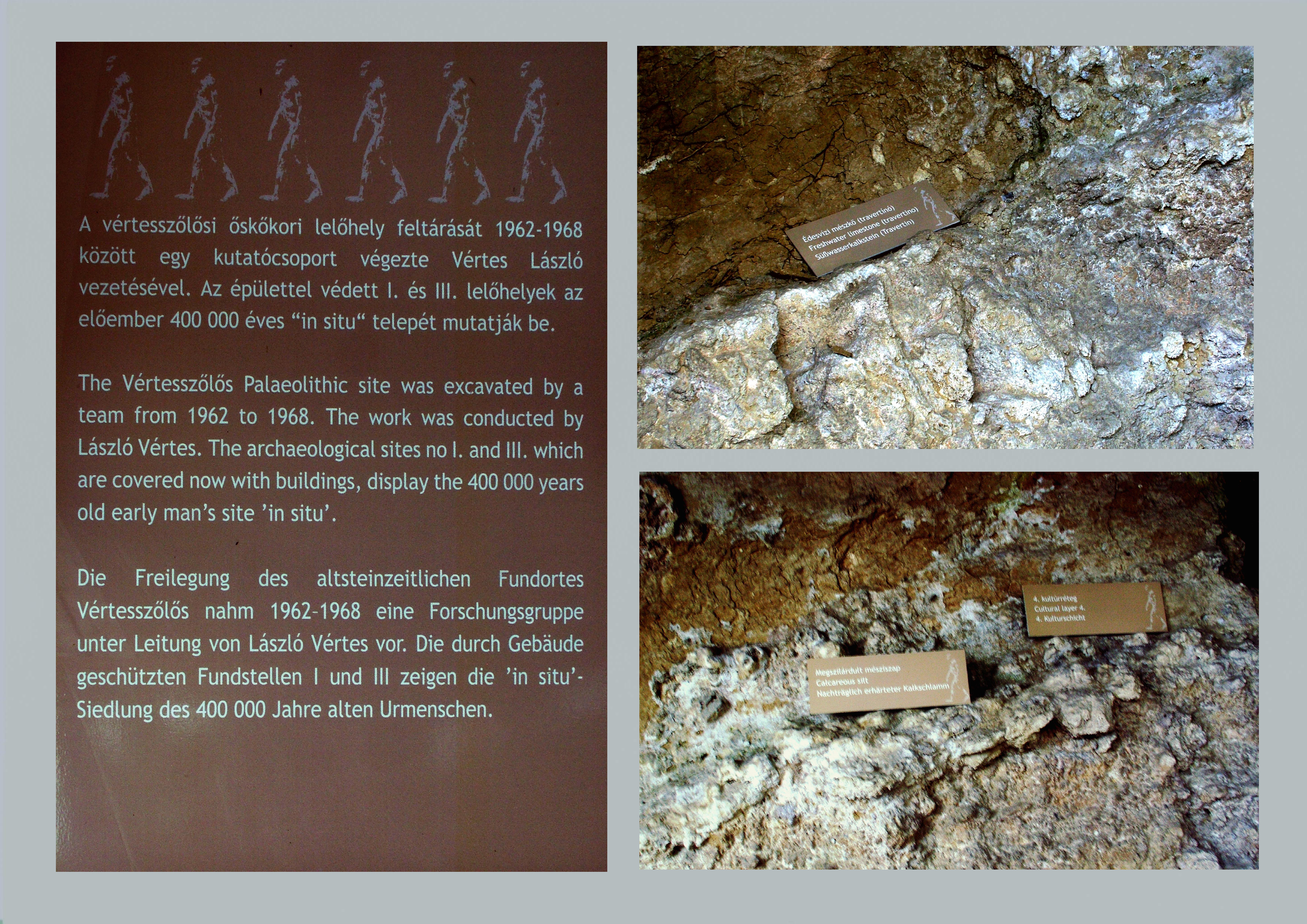
Régészeti helyszínek

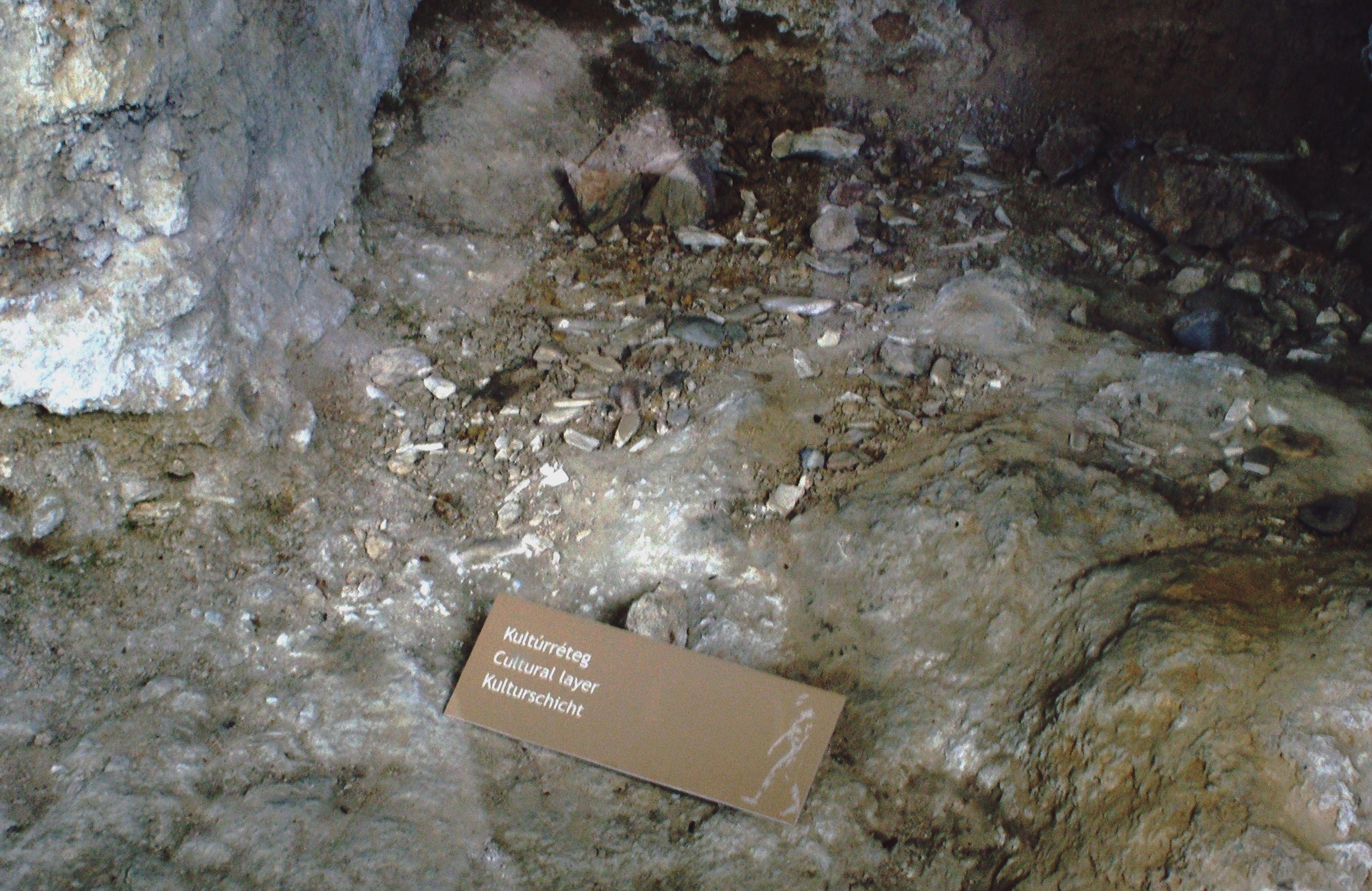
Őskőkori kultúrréteg

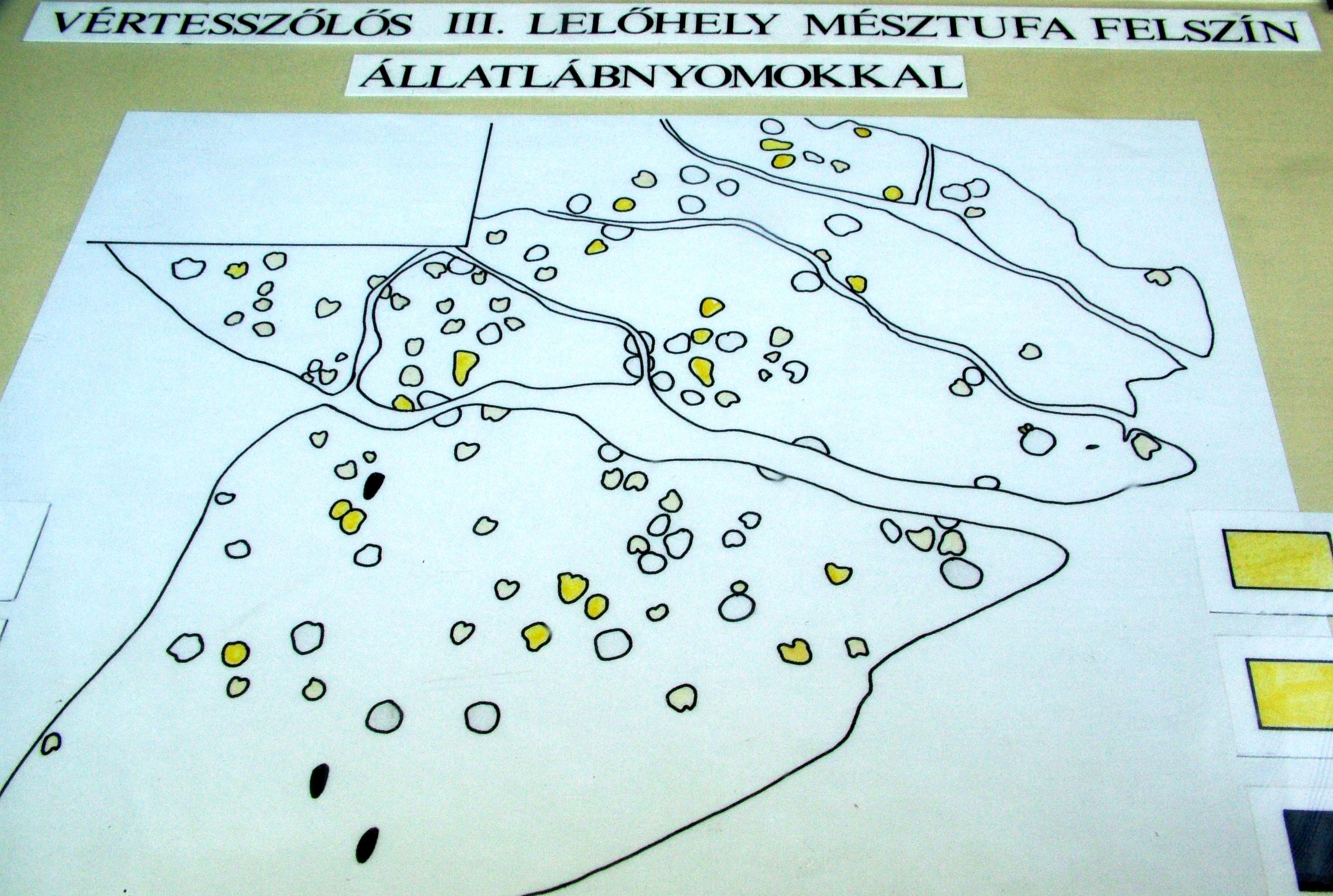
Rekonstruált állatnyomok a mésztufa-felületen

### A módszeres feltárás
(Vértes László)
"Az első, néhány napos próbaásatáson váratlanul egy óriás vagy őshód, Trogontherium foga került elő a szerszámok mellett a mésziszapból. A kérdés már a téli anyagvizsgálatok alapján eldőlt. De ez az állatfaj is csak a középső pleisztocénben élt, akárcsak az etruszk orrszarvú. Annak is csak az egyik szakaszában.
A következő ásatáson Machairodus, kardfogú tigris foga került napvilágra. Ugyanolyan biztos, talán még biztosabb kormeghatározó faj. Véglegesen, most már többszörösen is biztossá vált, hogy Vértesszőlős az előember települése volt.
„…Futó Jenő ásatási szakmunkás annak idején azzal az ötlettel állt elő: ha a vértesszőlősi ásatáson ő egyszer embermaradványt talál, Sámuelnak fogja nevezni. Vértes mosolyogva bólintott. Jó, jó, csak találja meg minél előbb. 1965. augusztus 21-én a munkaszünet ellenére ásatási nap volt. A régész mit sem sejtve üldögélt kunyhójában, tudta, hogy kint a megszokott munka folyik.
A munkások feszítővassal a robbantás során megrepesztett sziklákat feszítik szét, hogy hozzáférhessenek a legalsó kultúrréteghez. Majd később ő is kimegy, hátha adódik valami érdekes.
Egyszer csak…..”
„Kovács Márton jött a kunyhómba. Lassú beszédű, komoly ember, ritkán láttam nevetni. Szürke szemét lassan rám emelte, vastag szemöldöke alól úgy nézett rám, hogy a vér hirtelen megugrott ereimben.
Tessék csak jönni, tanár úr, valami van ott fenn - mondta nyugodtan. Skoflek bácsi és Futó Jenő a H-szelvény nyugati csücskében állt a feszítővassal, és valamit nézett. Lerepesztették az asztalnyi sziklát, s most a szürke kőfelület alján tenyérnyi, vajsárga csont világított. Azon a helyen, ahonnan lefeszítették, másik tenyérnyi csont virított.
Senki sem szólt. Odatérdeltem a csont mellé, és néztem, majd a földre feküdtem.
Nem tudom, mennyi idő telt el. Lassan felemeltem a csuklómat, és megnéztem az órát: fél kettő.
Aztán visszaálltam négykézlábra.
Végül Futó szólalt meg.
- Az? - kérdezte.
- Az. Ember - így válaszoltam önkéntelenül, bár még nem hittem el, hogy valóban emberi koponyacsontot látok."

### Tudósítás, avagy Nekrológ
(részletek Lázár Istvántól)
„... Középtermetű, inas-csontos, szakállas férfi. A szakmájában világhírű. S most olyasmit tár fel, amit nemcsak akadémiai folyóiratok, kézikönyvek és monográfiák, hanem a világlapok is ismertetni fognak. Egy napot töltöttem a táborban, azt a napot, amikor a meglelt koponyatöredék újra „eltűnt”; hetekig, talán hónapokig nem láthatja majd senki…”
"... Hideg van, süvít a szél, valamennyien vacogunk. Augusztusban októberi idő. A plasztilint sokáig kell gyúrogatni, hogy képlékennyé melegedjék. Megosztjuk, gyúrjuk. A plasztilin színes, gyerekeknek való. Furcsa, absztrakt mintás körgátacska lesz belőle, a sziklán, a csont körül. Azután hígan folyó, tejszerű szilikongumi csorog a koponyára. Mikor megdermed, rugalmas, erős és hajszálpontos negatívot ad a leletről.... A két idősebb vörsi mester - minden mozdulatuk lassú, kiszámított - csak ezután láthat újra munkához a koponya körül; óvatosan árkot bontanak, s végül majd fűrésszel vágnak ki mázsás kockát a kőből. Közben minden csont- és kőszilánk, csigaház számozott zacskóba kerül ...”
„Eddig idéztem 1965 augusztus végén készített riportomat. Akkor találkoztam először Vértes Lászlóval. És bár ő később, Kavics Ösvény című, nagyszerű könyvében nagyon panaszkodott a Sámuel megtalálásának híre nyomán hozzá özönlő újságírókra - velem barátságot kötött, sőt szövetséget is, ami haláláig tartott, összekötött bennünket. Voltak időszakok, amikor elég nehéz körülmények között dolgozott. Például a Sámuel tarkócsontját rejtő, kifűrészelt kőtömb Budapestre szállítására sem tudott neki gépkocsit adni a Nemzeti Múzeum.... Máskor azonban egy neves angol antropológust és őt kivittem Vértesszőlősre, és így tanúja lettem hallatlanul érdekes beszélgetésüknek. Ennek során az is szóba került az angol vendég (Leakey egyik munkatársa) és a magyar régész között, hogy egyelőre nem dönthető el: Sámuel volt-e, aki itt evett, avagy ő volt az, akit itt megettek...”
„…mi történt, amikor az ásatások Vértesszőlősön befejeződtek? Ez a megfogalmazás semmiképpen nem jó. Például: a „befejeződtek" szó miatt. A vértesszőlősi mésztufabányában ugyanis az előember-lelőhely ásatását - egyelőre legalábbis - csak félbeszakítani lehetett, befejezni nem…”
„-a tudományos ismeretterjesztésnek - és az idegenforgalomnak - is nagy érdeke a helyszíni, az in situ bemutató, amikor ekkora jelentőségű lelőhelyről van szó, Vértes László természetes törekvése volt, hogy a vértesszőlősi mésztufabánya érintett részét szigorú védelem alá helyezzék, kerítéssel vegyék körül, és szabadtéri múzeummá alakítsák. Illetve, nem is egészen szabadtérivé. A telepek egyes részeit ugyanis lehetetlen volna megvédeni egyrészt a látogatók rongálásaitól, másrészt az időjárástól, ezért zárt épületekre volt szükség. Ugye, hogy ez logikus kívánság? Sőt, kötelesség, a magyar és a nemzetközi tudomány iránt. De olyan kötelesség, amit teljesíteni még üzletnek sem rossz, mert nemcsak jó hírünket növeli a világban, hanem igen sok látogatót is vonz. Mégis voltak, akik gúnyosan és ellenségesen azt mondták - természetesen a háta mögött -, hogy Vértes László emlékművet akar emeltetni önmagának, drága pénzen. A régész kollégák között is akadt gáncsoskodó... Minden ment a maga bár göröngyös, mégis messzire kijelölt útján. És a motor, amely hajtotta az egészet, látszólag változatlan fordulatszámon működött. De csak látszólag. Vértes László önpusztító életet élt, mindent a legmagasabb hőfokon égve csinált, és közben, egészségével nemigen törődve, koptatta magát. Hirtelen halt meg, ahogyan a rejtve leromlott szervezetűek gyakran látszólag elegendő ok nélkül roppannak össze...”
„...Ha most dramatizálni akarnám azt, ami ezután történt, azt kellene állítanom, hogy Vértesszőlősön azóta átok ül... A Kavics Ösvény megjelent - igaz, csak akkor, amikor a kritikái egyben már a szerző nekrológjai voltak. A helyszíni múzeum, ismétlem, évről évre kinyit, látogatható. A Vértesszőlős-monográfia azonban mindmáig nem készült el, nem jelent meg. Egyes munkatársak hanyagságából, akik késlekedtek a maguk fejezetének megírásával? Alighanem közrejátszott más is. A tudományban ma is rengeteg a féltékenység. És különösen nehéz annak a dolga - még az utókorral szemben is -, aki szinte egyedül képvisel egy tudományt... A vértesszőlősi őskőkori lelőhely feltárásának folytatása régészetünknek a nemzetközi tudománnyal szemben is fontos feladata volna... Miért késik hát akkor a folytatás ?”

## Az ásatási eredmények áttekintése
(Gáboriné Csánk Vera alapján)
Vértesszőlős jelentőségét elsősorban az adja, hogy itt a lelőhely összefüggő, csontokkal, eszközökkel teli települési szintekben, több, egymást követő járószintben került napvilágra. Korunkban ez világviszonylatban is nagyon ritka. Más lelőhelyeken - egy-két kivétellel - a szerszámokat, az állatcsontokat a rétegek közt elszórtan, vagy éppen a felszínen találják. Itt a mészkőrétegek ténylegesen magukba zártak táborhelyeket, települési rétegeket.

### A rétegtani viszonyok
Az egész településen öt, egymástól nem nagy távolságra eső telephelyet (locust), azaz összefüggő táborréteget találtak. A telephelyek száma azonban, a nyomokból ítélve, legalább nyolc. A kutatások folytatása tehát kívánatos. Ezeken a telephelyeken egymás felett négy - a III. számú lelőhelyen pedig öt - kultúrréteg figyelhető meg. A két alsó a vékony mésziszapban és az édesvízi mészkőben fekszik. A két felsőt a felette található löszréteg alján és a felső részében találjuk. Majd a löszréteget újra mésziszap, továbbá vastag, fiatalabb korú édesvízi mészkőréteg takarja. A kor meghatározását ez a rétegtani sorrend, a rétegekben talált állatfajok, valamint az újabb tórium-urán vizsgálatok szolgáltatják.
Még a kitűnő lelőhelyeknek, településnek – így a vértesszőlősinek is van hátránya. Nagy nehézséget okozott a leletek „preparálása", vagyis a települési szintek felbontása. Az elég porlékony mésziszapban fekvő szerszámokat, csontokat még könnyű volt szikével kibontani, az édesvízi mészkőben fekvő kultúrréteg felbontásához azonban már véső kellett. Így a települési foltokban nem lehetett mindenhol rögzíteni a leletek helyzetét.

### A település kora
Amikor előkerültek az első leletek, a jellegzetes kis chopper kőeszközök, és mellettük a széttört állatcsontok, a táplálék hulladékaként, már biztos volt, hogy ezek a teleprétegek az alsó paleolitikumba tartoznak. Jó egynéhány különféle állatfaj csonttöredéke is előkerült: etruszk orrszarvú, ősi ló, ősbölény, kihalt őzfaj, ősi szarvas. Helyenként 5–6 cm vastagságban, feküdtek az átégett csontok, égett csontpor. (a telepen csonttal tüzeltek). A teraszok és védő édesvízi mészkőrétegek alapján elég nagy biztonsággal tudni lehetett a telepszintek korát. Az első, néhány napos próbaásatáson váratlanul egy óriás vagy őshód, Trogontherium foga került elő a szerszámok mellett a mésziszapból. A következő ásatáson Machairodus, kardfogú tigris foga került napvilágra. Ugyanolyan biztos, talán még biztosabb kormeghatározó faj. Véglegesen, most már többszörösen is biztossá vált, hogy Vértesszőlős az előember települése volt.
A település korát mindenekelőtt a nagy mennyiségű, gazdag állattani anyag, az állatcsontok határozzák meg (Kretzoi Miklós, nemzetközi hírű paleontológus munkája). Az alsó két kultúrrétegben középső pleisztocén korú, régen kihalt, meleget kedvelő fajokat találunk. A két felső települési rétegben általában hidegjelző, de még nem igazán „jégkori" fajok kerültek napvilágra. Az utóbbi szerint a felső rétegek egy lassan lehűlő korszakban keletkeztek, és a legalsó és a legfelső telepszintek között még egy éles klímaváltozás történhetett.
Az állatfauna szerint az alsó rétegek idején meleg, mérsékelt éghajlat uralkodott; a felső rétegek idején már jelentős lehűlés volt; és az egész település kora a két mindeli hideghullám közti interstadiálistól a második hideghullám kezdetéig tart. A szakemberek egy része ma még „följebb", a másik része „lejjebb" húzza Vértesszőlős korát. A tórium-urán vizsgálatok három évszámot adtak: 270 ezer, 350 ezer és 800 ezer évet. A kutatók többsége – szinte mindenki – a középsőt fogadja el, mint a híressé vált Tautavelt Franciaországban.

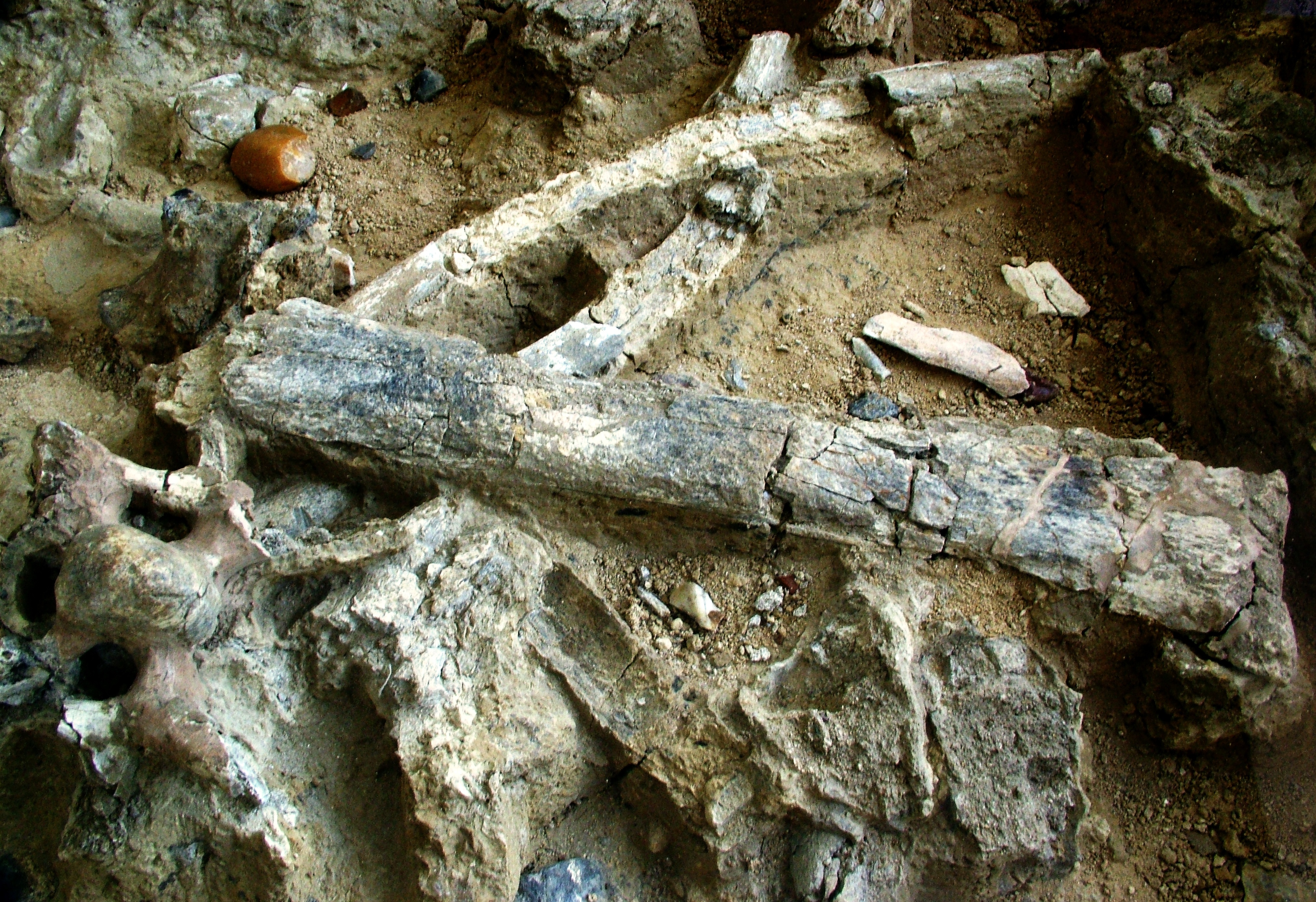
Őskőkori leletek

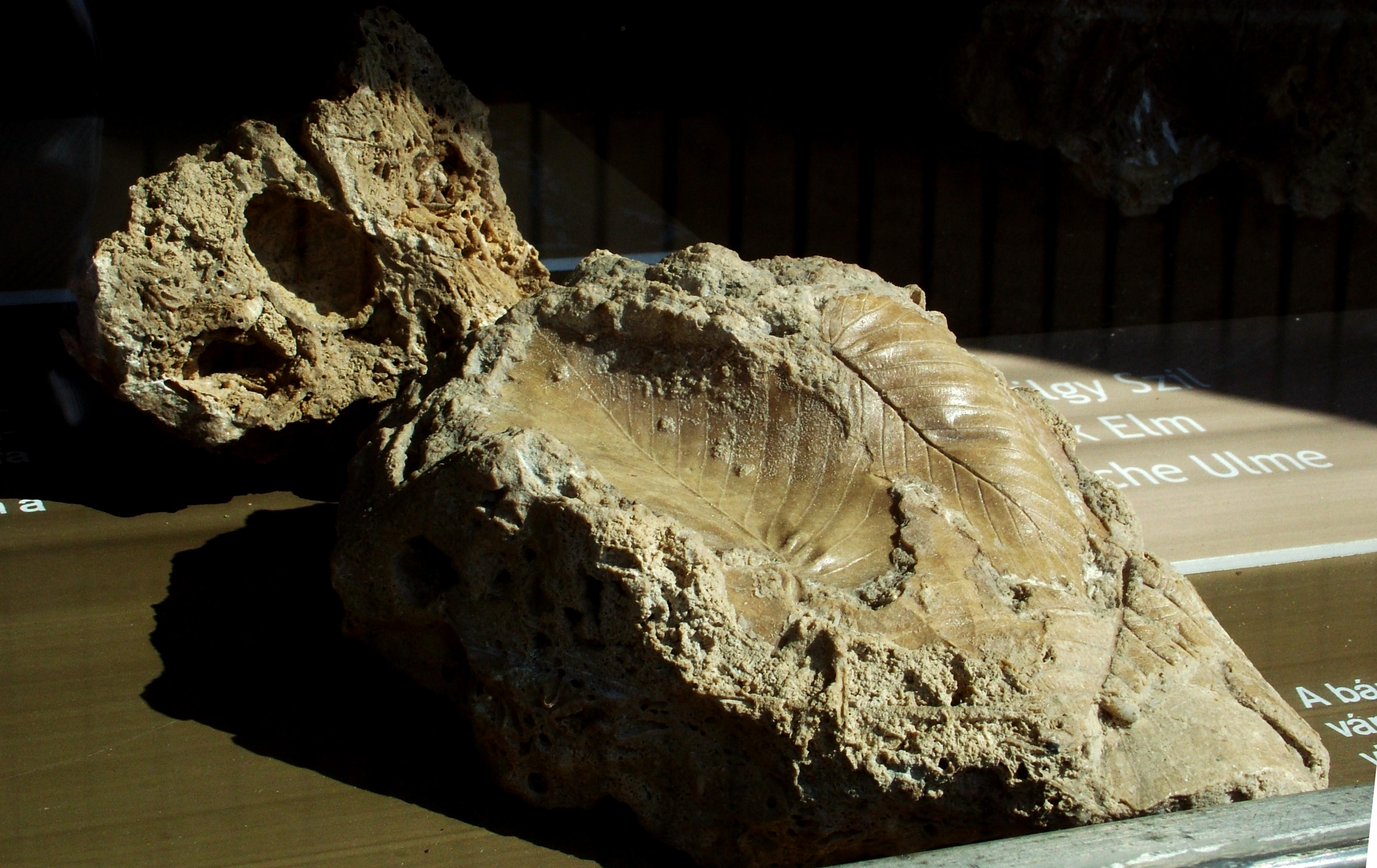
Megkövült falevél

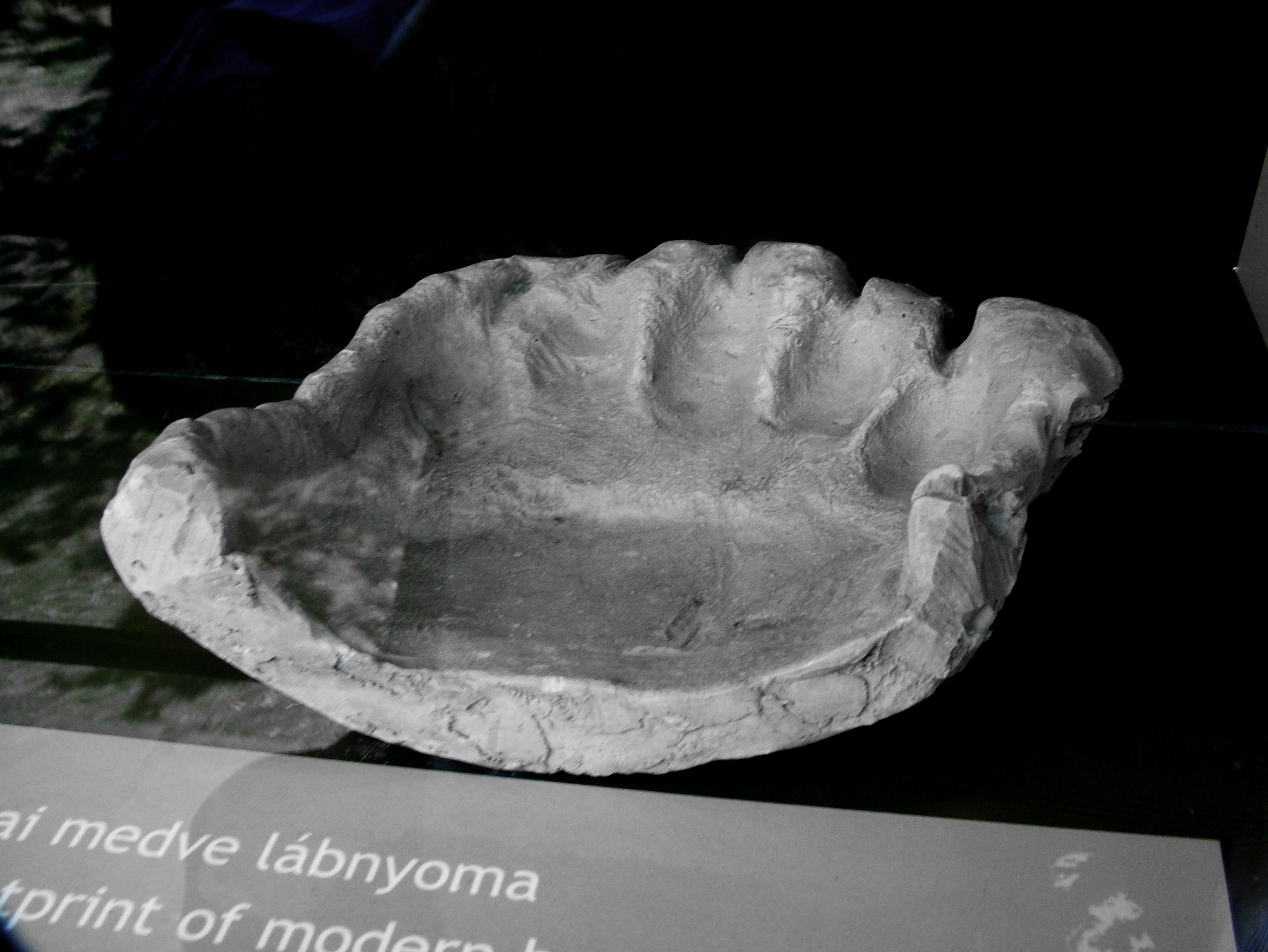
Megkövült őskori medvenyom

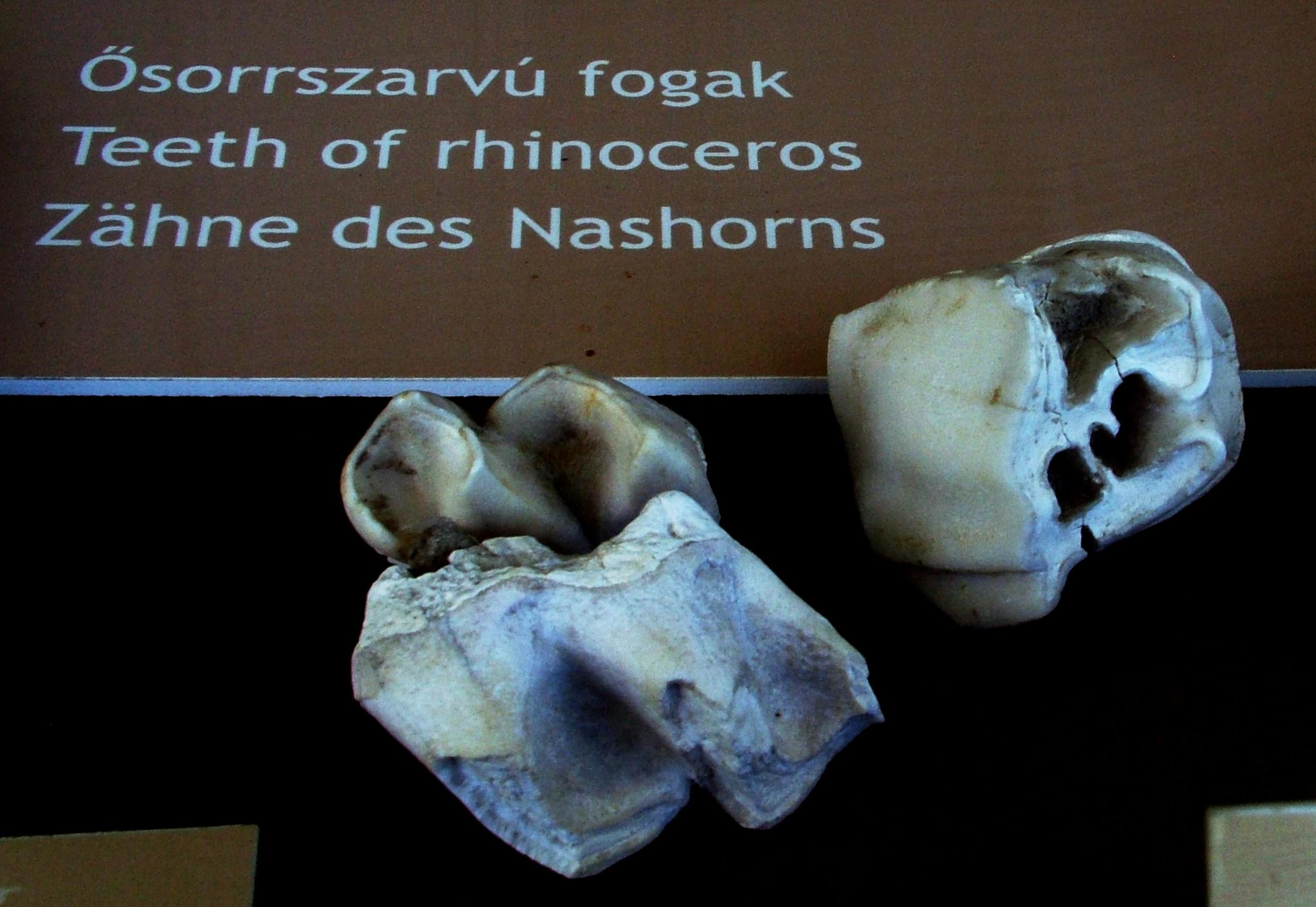
Őskőkori orrszarvú fogai

### Az előember telephelye(i)
Az előember telepei helyenként 20–25 cm vastag, máshol sokkal vékonyabb, „szabályszerű" hulladékrétegből állnak. Jókora területen, rendkívül sűrűn, vastagon fekvő összetört állatcsontokból, fehérek, krétásak; máshol barnább, helyenként fekete kis foltokban. Az ember törte fel őket a velő miatt. A rengeteg csontszilánk szinte szőnyegszerűen ottmaradt, összecementálódott, és lassan beágyazódott a mészkőbe vagy a mésziszapba. Helyenként, elég sűrűn, erősen átégett kis tűzhelyfoltok maradtak. Nyilvánvaló, hogy ezeket a tüzelési helyeket nem egyszerre, hanem különböző időszakokban használták.
Jellemző, hogy egyetlen helyen, egyetlen darabka faszenet sem találni. Az ember a zsíros csontdarabokkal tüzelt: ezek a tüzelési helyek csupa átégett csontokból vannak. Az ember tüzet előállítani még nem tudott, csak megőrizni.

### Életmód
A vértesszőlősi előember nem vadászott. Nem a fegyverek hiánya miatt lehet erre következtetni - hiszen fegyvereket még százezer évekkel később is ritkán találni - hanem azért, mert ilyen volt a civilizáció szintje, az életforma. Az őstelep embere gyűjtögető, vadgyűjtő - ha tetszik, dögevő - volt. Nincs ebben semmi különös ebben a korszakban. A legvalószínűbbnek az látszik, hogy az ember az állatok ivóhelyeinél, a forrásoknál ült és várta a vadat. A kisebb állatokat esetleg agyonüthette - nem a kis kavicseszközökkel, hanem esetleg bunkóval - és azt leste, hogy a ragadozók mit hagynak a saját vadászatuk és lakmározásuk után. A ragadozók elejtették a növényevőket (például a kis vadlovak hatalmas méretű elődeit, meg a szarvasokat), az ember pedig, ha elég ügyes volt, elriaszthatta őket, melyek szokás szerint az elejtett vad nagy részét amúgy is otthagyták.

### Táplálék és táplálékszerzés
A telep alsó kultúrrétegével egykorú hajdani sziklakürtő, sziklahasadék nyílt a közvetlen közelben, amelybe, az állatok bezuhantak, csontjaik felhalmozódtak. Ebben a csontanyagban főleg medvék, ragadozók maradványai fordultak elő. A növényevő ritka. Megállapítható, hogy a telep állatmaradványa élesen eltér a hasadék csontanyagától. A telepen a nagy növényevők uralkodnak, a hasadékban inkább a ragadozók. A telepen található fajok túlnyomó része csordaállat (a telepi maradványok 92%-a, a hasadékbeli 11%-a). Világos, hogy az ember nem a hasadékból szerezte a dögöt, a táplálékot (Kretzoi M. vizsgálatai).
A leggyakoribb vad egy ősi medvefaj (Ursus deningeri), az ún. etruszk orrszarvú továbbá az ősbölény, mindenekelőtt azonban a vadló egyik, régen kihalt faja, valamint a szarvasfajok, s még az óriáshód is előfordul. Tehát más volt a forrásokhoz inni járó állatállomány, és más az, amely a hasadékba hullott.
Tehát a telep embere a vízhez tömegesen járó vadat leste, zavarta. Az állatvilágban kialakult, talán attól tanult módszer ez, nem pedig a mai természeti népek rafinált vadfogása. A vízhez éjszaka járó állatokat lesték, riasztották a sikamlós mélyedésekben, az áttekinthetetlen terepen, lármával, dobálással, hadonászással csapatostól megugrasztották, és a fejetlenül szaladgáló vadak maguk is összetapossák egy-két társukat, halálra sebzik magukat vagy csupán lábukat törik. De ott voltak a ragadozók, amelyek szintén a növényevők közt találták meg a zsákmányukat, és bőven hagytak friss maradékot.
Ezt a vadgyűjtő módszert jelzi az is, hogy az apró méretű kavicseszközök vadászatra teljesen alkalmatlanok, - de az is, hogy a tocsogók szélén fennmaradt a sokféle állat lábnyoma.
Az összehordott húsmennyiség feltűnően nagy volt. Kb. 150-230 állat csontmaradványa került elő az ásatásokon, és ennek a döntő többsége nagy emlős volt. A durván becsülhető húsmennyiség összesen 52-88 ezer kg, rétegenként 15-30 ezer kg. A vértesszőlősi ember hústápláléka elérte azt a mennyiséget, mint amennyit egy sokkal későbbi, neander-völgyi embercsoport vadászott.

### A tűz ismerete és használata
A vértesszőlősi őstelep feltárásának második kiemelt jelentőségét az adja, hogy egyértelműen bizonyítja a tűz használatát. Tudott, hogy ebben a korban a tüzet már széleskörűen ismerték, használták. Nagyon ritka azonban az olyan hely, ahol valóban tüzelési helyek is vannak. Hogyan, honnan őrizték meg a tüzet? (Talán a villám sújtotta fa parazsát őrizhette meg; azt fedte be apróra tört, friss csontokkal. (A 15-20 ezeréves vadásztáborokban hasonlóan parázstartó lyukakat találunk. Vastagabb fát égettek át, szabályos alakú lyukba tették, befedték földdel, és a lassan parázsló fa még hosszú idő múlva is újabb parazsat, tüzet adott.) Rendkívül alacsony még ez a vértesszőlősi „civilizációs szint". Tűzet még nem tud gyújtani, de megőrizni, használni már igen.

### Eszközkészlet
A vértesszőlősi telep régészeti leletanyagában az eszközök a legfontosabbak. Feltört kis kavicsok, szilánkok iszonyú tömege, pattintgatott élű kis kaparófélék, majd chopperek és chopping-toolok - azaz hasítók és hasogatók -, és még számtalan eszköztípus. Minden kavicsból készült, mindegyik eszköz apró méretű. Ez ennek a településnek, ennek a kultúrának a sajátsága. „Mikrochopper" iparnak nevezzük: az igen nagy területen elterjedt, legprimitívebb „kavicsiparok" egyik változata. Ismerjük ezeknek az eszközfajtáknak az eredetét, az itteninél sokkal régibb és a nagyjából egykorú rokonait is, de ilyen kis méretű kavicseszköz-sorozatokat, ilyen „mikróipart" szinte sehol sem találtak.
Hogyan készültek ezek az eszközök, milyen eszközfajták, típusok vannak? Minden kavicsból készült. Az anyaguk részben kvarcit, részben kova. Az utóbbiakon jobban látható a retus, az él finom kidolgozása. (A kova ugyanis könnyebben, finomabban pattintható). Az eszközök átlagos hosszúsága csupán 2,5 - 4,0 cm -esek. (Más helyeken ezek a chopperek, chopping-toolok 10 cm-esek vagy még nagyobbak.) A legtöbbje megtartotta a kavics eredeti alakját. Nagy részükön a kavics külső kérge, sima felszínének egy része is megmaradt.
A legjellegzetesebbek a hasítók és a hasogatók, valamint ezeknek a különféle fajtái. Ezeken kívül sok, a finoman retusált kaparó. Előfordulnak apró, hegyszerűen megmunkált eszközök, „szilvamag" alakú és méretű darabok - az utóbbiak mintha a szakócák, azaz „marokkövek" miniatűr elődei lennének.
Nehéz arra is válaszolni, hogy mire is használták ezeket az eszközöket. Ma egyszerűen nem tudni. De csak a méretük miatt nem tudjuk. A nagyobb hasítókkal, hasogatókkal fel lehetett törni az állatcsontokat; egyes eszközökkel esetleg bőrt nyúzhattak. Semmi esetre sem fegyverek, de határozottan kidolgozott, sok más lelőhelyről is jól ismert alakú szerszámok.

### Szellemi fejlettség és világkép
A vértesszőlősi leletanyag alapján az előember értelmi szintjére, hiedelem-világára (ha egyáltalán beszélhetünk ebben a korban erről) csak életmódbeli maradványai (csont- és tűzmaradványok) alapján lehet következtetni, figyelembe véve más helyek azonoskori leleteit is.
Az őstelep embere gyűjtögető, vadgyűjtő - ha tetszik, dögevő - volt. A legvalószínűbbnek az látszik, hogy az ember az állatok ivóhelyeinél, a forrásoknál ült és várta a vadat. Egyértelmű, hogy nem vadászott, mert ennek eszközei hiányoznak.
A nagy leletanyag tulajdonképpen feldolgozó szerszám(kísérletek)ből áll. Az első és fő problémája egy nagyon nehéz kérdésbe torkollt: hogy hol lehet az eszköz és a nem eszköz között határvonalat húzni? Már azt sem könnyű eldönteni, hogy mi volt itt valóban szerszám. Tömegével kerültek elő az egyszerűen félbetört, „negyedelt" kavicsok. Itt-ott megpattintott darabok, apró szilánkok. Mennyi köztük a „gyártási" hulladék, - és melyik valóban szerszám? A vértesszőlősi leleteknek egy jelentős része - talán több ezer darabja - azonban vitathatatlanul szerszám. Mégpedig igen szép, jól kidolgozott szerszám. Csak a kis méret, és rengeteg gyártási hulladék zavarja meg a kutatókat. Az eszközök mérete elég egységes ugyan, alakjuk azonban még nem állandó, nem „formatartó". Lehet, hogy a technika előbb alakult ki, mint ahogy az ember agyában a határozott célú és alakú eszközkészítés gondolata (terve) megszületett volna? Talán az eszközkészítés hajnalán vagyunk?
Ebben a különös, „nagyon idős" külsejű eszközkészletben ugyanakkor feltűnően fejlett, igen jól kidolgozott típusok is vannak. Mégpedig igen sok. A legújabb vizsgálatok bizonyították, hogy ez az itteni ipar - a technológiai paraméterek tekintetében - elérte a középső paleolitikum (30-40 ezeréves) szintjét. „Előrefutás az ember agyában?” Vagy a telep mégis sokkal fiatalabb? Nem valószínű.
Jellemző, hogy a telephelyek tűzhelymaradványainál egyetlen helyen, egyetlen darabka faszenet sem találni. Az ember a zsíros csontdarabokkal tüzelt: ezek a tüzelési helyek csupa átégett csontokból vannak. Valószínű, az ember még nem tudott tüzet előállítani, csak megőrizni?

### Tágabb régészeti kapcsolódások
(Gáboriné)
Vértesszőlőssel kapcsolatban az a félreértés terjedt el, hogy ez a legrégibb, és az egyetlen ilyen korú település Európában. Ez nem igaz, s ezt szakember sohasem állította. Vannak elődök, vannak kortársak, és még bővebben akadnak „rokonok". A legősibb európai civilizáció két fő ágon bontakozott ki:
- a szilánkiparok és
- az ún. szakócás iparok hosszú fejlődésének a fonalán.

Harmadikként közéjük kapcsolódott, közéjük fűződött a kavicskultúrák vékony hajtása. Nyugaton, a günzi jégkorszaktól kezdve élt jellegzetes szilánk-eszközeivel a clactonien kultúra (elsősorban Anglia és Franciaország). Párhuzamosan, a Günz-Mindel között ott találjuk a szakócákat (marokköveket) használó abbévilien műveltséget (ismét Franciaország, a Somme völgye). Ebből alakult ki a még hosszabb életű acheuléen kultúra. Mindezek tehát megelőzték a mi lelőhelyünket, vagy pedig már régóta éltek, fejlődtek, amikor az előember nálunk a hévforrások körül járt. (Ezek a kultúrák azonban nem lelőhelyek, hanem kiterjedt kulturális tömbök.) Idősebb lelőhelyeket is találunk Európában (Chilhac, vagy Aude, Francia-o. > 1,8 illetve 1,5 millió). A régóta ismert a Menton közeli barlang, ami 950 ezeréves. Csak ezután következnek a „kortársak" nyugaton. A vértesszőlősivel azonos korú lelőhelyeket ismerünk Rousillonból; a Pireneusok keleti előterén, a Gaillac és Albie közti folyószakaszokon. Ekkori a heidelbergi-, a maueri előember, s kár hogy nem ismerjük szerszámait. A sor folytatható (Nizza: Terra Amata, Tautavel-barlang, a szicíliai Realmonte, stb.). Az Adria - és a montenegrói Crvena Stijena-barlang-ok azonban, Vértesszőlőshöz mérten már „fiatalok".
Kérdés, hogy meddig jutottak el keleti irányban ezek a hasítót-hasogatót használók? Egyelőre egyetlen helyről tudjuk, hogy a kavicsiparok nemcsak Európa déli részén, hanem máshol is eljutottak a Rajna-vidékig.
Az előző vázlatos felsorolásból kitűnik, hogy mi is Vértesszőlős jelentősége a tudomány számára; milyen helyet tölt be az emberfejlődés, a kultúrák fejlődésének útján. - Nem az, hogy a legrégibb; és nem az, hogy egyedülálló. Vértesszőlős jelentősége abban áll, hogy ezen a telepen embermaradvány, eszközök, tüzelési helyek, kultúrrétegek, régészeti fejlődési sorozata került elő – és még az ember lábnyomát is megtalálták. Tehát mindaz együtt és egy helyen, ami más lelőhelyeken csak külön-külön vagy csak részben található.

## Aktuális információk az őstelepről
- A felfedezés és felfedező kibenléte jelenleg vitatott és helyenként homályos. Ezért a hivatkozott szócikk is e helyen csak csonk (jelezve). Erre vonatkozó újabb dokumentumok találhatók: Lázár István: "S középen ott van a Velencei tó..." című művében (Móra K. Bp.1979. ISBN 963-11-1309-4.) (fontos részletek beszerkesztve)
- Meg nem erősített újsághír a Samu (előember) szócikkből: "2009 elején egy 14 éves lány vandál módon feldúlta a Vértesszőlősi múzeum kiállítását. A helyi általános iskola tanulója a saját lakásukhoz használt egyik kulccsal nyitotta ki a Magyar Nemzeti Múzeum bemutatóhelyét, és ott a barátaival "szórakozott". Az ablakokra és a vitrinekre együttesek neveit firkálták, és széttaposták a Samunak elnevezett vértesszőlősi előember maradványainak másolatát. Ezen kívül több eredeti értéket is tönkretettek."

## Lásd még
- Homo erectus
- Vértes László
- Skoflek István
- Az emberfélék fosszíliáinak listája
- Samu (előember)

## Adatforrások és irodalom
A szócikkhez kapcsolódó források:
- Gáboriné Csánk Vera: Az ősember Magyarországon – Bp. 1980. Gondolat K. – ISBN 963-280-855-X
- Vértes László: Az őskőkor és az átmeneti kor emlékei Magyarországon - Bp. 1964. Akadémiai K.
- Vértes László: Medveemberek krónikája - Bp. 1957. - Franklin Ny. 13985 sz.
- Lázár István: S középen ott van a Velencei tó... - Bp.1979. Móra K. - ISBN 963-11-1309-4.
- Vértes László: Kavicsösvény A vértesszöllősi előember regénye - Bp., 1969. (posztumusz)
- László Gyula: Vértesszőlőstől Pusztaszerig – Bp. 1974. Gondolat K. – ISBN 963-280-087-7
- Kalicz Nándor: Agyag Istenek – Hereditas – Bp. 1974. Gondolat K. – ISBN 963-13-2491-5
- Körmendi Béla: Tata és környéke – Escort Tourist Bt. 2007. - ISBN 978 963 7034 58 9

A homo erectushoz kapcsolódó nemzetközi szakirodalom:
- (www.archaeologyinfo.com: Homo erectus)
- Bräuer, G., and E. Mbua: - 1992. - Homo erectus features used in cladistics and their variability in Asian and African hominids. - In Journal of Human Evolution, vol. 22, no. 2, pp. 79–108.
- Brown, F., J. Harris, R. Leakey, and A. Walker: - 1985. - "Early Homo erectus skeleton from west Lake Turkana, Kenya." - In Nature, vol. 316, pp. 788–792.
- Clark, J.D., J. de Heinzelin, K.D. Schick, W.K. Hart, T.D. White, G.Woldegabriel, R.C.Walter, G. Suwa, B. Asfaw, E. Vrba, and Y.H. Selassie: - 1994. - African Homo erectus: Old radiometric ages and young Olduwan assemblages in the Middle Awash Valley, Ethiopia - In Science, vol. 264, pp. 1907–1909.
- Clarke, R.J., and F.C. Howell: - 1972. - "Affinities of the Swartkrans 847 hominid cranium." - In American Journal of Physical Anthropology, vol. 37, no. 3, pp. 319–335.
- Clarke, R.J., F.C. Howell, and C.K. Brain: - 1970. - "More evidence of an advanced hominid at Swartkrans." - In Nature, vol. 225, pp. 1219–1222.
- Dubois, E.: - 1894. - Pithecanthropus erectus, eine menschenaehnliche Übergangsform aus Java. - (Landesdruckerei, Batavia).
- Dubois, E.: - 1926. - "On the principle characters of the cranium and the brain, the mandible and the teeth of Pithecanthropus erectus." - In Proceedings of the Academy of Science Amst., vol. 27, pp. 265–278.
- Franciscus, R.G., and E. Trinkaus: - 1988. - "Nasal morphology and the emergence of Homo erectus." - In American Journal of Physical Anthropology, vol. 75, no. 4, pp. 517–527.
- Grine, F.E., W.L. Jungers, and J. Schulz: - 1996. - "Phenetic affinities among early Homo crania from East and South Africa." - In Journal of Human Evolution, vol. 30, no. 3, pp. 189–225.
- Holloway, R.L.: - 1982. - "Homo erectus brain endocasts: Volumetric and morphological observations with some comments on cerebral asymmetries." - In L'Homo erectus et la Place de l'Homme de Tautavel parmi les Hominidés Fosiles., ed. by H. de Lumley, pp. 355–369
- 1er Congrès International de Paléontologie Humaine, Nice, Prètirage. Vol. 1. Nice: Louis-Jean.
- Johanson, D., and B. Edgar: - 1996. - From Lucy to Language. - New York: Simon and Schuster Editions.
- Jones, S., R. Martin, and D. Pilbeam, eds.: - 1992. - The Cambridge Encyclopedia of Human Evolution. - Cambridge: Cambridge University Press.
- Kramer, A.: - 1993. - "Human taxonomic diversity in the Pleistocene: Does Homo erectus represent multiple hominid species?" - In American Journal of Physical Anthropology, vol. 91, no. 2, pp. 161–171.
- Leakey, R.E.F.: - 1976. - "New hominid fossils from the Koobi Fora formation in Northern Hypothesis." - In Nature, vol. 261, pp. 572–574.
- Rukang, W., and L. Shenglong: - 1983. - "Peking Man." - In Scientific American, vol. 248, no. 6, pp. 86–94.
- Sartono, S.: - 1971. - "Observations on a new skull of Pithecanthropus erectus (Pithecanthropus VIII) from Sangiran, Central Java." - In Proceedings of the Academy of Science, Amst. B, vol. 74, pp/ 185-194.
- Strait, D.S., F.E. Grine, and M.A. Moniz: - 1997. - "A reappraisal of early hominid phylogeny." - In Journal of Human Evolution, vol. 32, no. 1, pp. 17–82.
- Stringer, C.: - 1987. - "A numerical cladistic analysis for the genus Homo." - In Journal of Human Evolution, vol. 16, no. 1, pp. 135–146.
- Swisher, C.C.: - 1994. - "Dating hominid sites in Indonesia." - In Science, vol. 266, pp. 1727.
- Swisher, C.C., G.H. Curtis, T. Jacob, A.G. Getty, A. Suprijo, and Widiasmoro: - 1994. - "Age of the earliest known hominids in Java, Indonesia." - In Science, vol. 266, pp. 1118–1121.
- Tobias, P.V., and G.H.R. von Koenigswald: - 1964. - "A comparison between the Olduvai Hominines and those of Java, and some implications for hominid phylogeny." - In Nature, vol. 204, pp. 515–518.
- Walker, A., and R.E.F. Leakey, eds.: - 1993. - The Nariokotome Homo erectus Skeleton. - Cambridge: Harvard University Press.
- Walker, A., and P. Shipman: - 1996. - The Wisdom of the Bones: - In Search of Human Origins. New York: Knopf.
- Weidenreich, F.: - 1943. - "The skull of Sinantropus pekinesis: A comparative study of a primitive skull." - In Palaeontologia Sinica New Series D, Ne. 10 Geological Survey of China, Pehpei, Chungking.
- Wolpoff, M.: - 1999. - Paleoanthropology. second edition. - Boston: McGraw-Hill.

## Külső hivatkozások
- Vértesszőlős Önkormányzatának honlapja
- Magyar Nemzeti Múzeum Vértesszőlősi Bemutatóhelye
- www.archaeologyinfo.com: Homo erectus